# Lüttjepütt-Preis
Der Lüttjepütt-Preis ehrt Einzelpersonen und Gruppen, die sich um die niederdeutsche Sprache verdient gemacht haben und sich dabei insbesondere an Kinder und Jugendliche richten.
Die 2006 nach dem gleichnamigen Buch von Johann Diedrich Bellmann ins Leben gerufene Auszeichnung wird alle vier Jahre in einer Feierstunde während der Bevensen-Tagung (Jahrestagung für Niederdeutsch) übergeben und ist mit 2000 Euro dotiert. Von 2007 bis 2019 wurde der Preis von der Niedersächsischen Sparkassenstiftung ausgelobt. 2024 erbrachten private Spender das Preisgeld.

## Preisträger
- 2007: Birgit Lemmermann
- 2011: August-Hinrichs-Bühne
- 2015: Heidrun Schlieker
- 2019: Verein „Platt und Friesisch in der Schule e. V.“
- 2024: Jugendtheatergruppe „De lütten Sülfmeister“ der Niederdeutschen Bühne Sülfmeister Lüneburg[5][6]